# Lucas Domínguez
Lucas Domínguez Irarrázabal (Pirque, 27 ottobre 1989) è un calciatore cileno, difensore del Unión Española.

## Carriera

### Club
Proveniente dalle giovanili dell'Audax Italiano, debutta nel 2009 con la squadra cilena.

### Nazionale
Nel 2011 debutta con la Nazionale cilena.